# Jüdische Gemeinde Náchod
Die Jüdische Gemeinde Náchod (tschechisch Židovská obec Náchod) in der ostböhmischen Stadt Náchod gehörte zu den ältesten Jüdischen Landgemeinden im Königreich Böhmen und war die größte im altböhmischen Königgrätzer Kreis. Nach Gründung der Tschechoslowakei 1918 bestand sie weiter. 1942–1945 wurde sie durch den Holocaust weitgehend ausgelöscht. Nach dem Zweiten Weltkrieg wurde sie 1946 unter der Bezeichnung „Israelská náboženská obec Náchod“ (Israelitische Kultusgemeinde Nachod) von den wenigen Überlebenden wiederbegründet und der KZ-Überlebende Rudolf Beck zum Gemeindevorsteher gewählt. Stellvertretender Gemeindevorsteher war Hanuš Goldschmid, der 1939 nach Palästina emigriert war und nach Kriegsende nach Náchod zurückkehrte. Während der Kommunistischen Herrschaft wurde die Israelitische Kultusgemeinde Nachod Ende der 1960er-Jahre aufgelöst.

## Geschichte
Die ersten Juden sollen sich bereits Ende des 13. Jahrhunderts in Náchod, das 1254 gegründet worden war, niedergelassen haben. Es wird vermutet, dass sie vorher schon in dem unweit gelegenen Marktort Provodov gesiedelt haben, dessen Markt unter König Ottokar II. Přemysl nach Politz übertragen wurde. Der erste namentlich bekannte in Náchod wohnende Jude soll ein Muněk Šťastný gewesen sein, der für das Jahr 1435 belegt ist; für das Jahr 1455 ist ein Jude Ruben bekannt. 1491 erwarb der Jude Mojžíš (Moses) ein Haus in Náchod. Die Juden besaßen damals die gleichen Rechte wie die christlichen Bürger. Während der Herrschaft des Taboriten und Raubritters Jan Kolda von Žampach wurden sie milde behandelt. Dagegen kam es ab 1456 auf der Herrschaft Nachod zu Bedrückungen durch den Grundherrn Georg von Podiebrad, der 1458 böhmischer König wurde. Im 16. Jahrhundert stieg die Anzahl der in Náchod wohnenden Juden deutlich an. Sie wurden 1541 durch Johann von Pernstein vertrieben, durften aber nach zwei Jahren zurückkehren. Danach erwarben sie Grundstücke entlang der südlich gelegenen Stadtmauer, wo sie siedelten. Dort errichteten sie die erste Synagoge und eine Schule sowie eine Mikwe. 1551 übertrug der Náchoder Stadtrat dem Juden Marek das Amt des Scholzen (Rychtář) über seine Glaubensgenossen. Die zu zahlenden Gebühren waren an die Stadt bzw. an die Herrschaft, die auf dem Schloss Náchod residierte, zu entrichten. Für das Jahr 1577 ist eine jüdische Schule in Náchod belegt, die von Salomon Hořovský geleitet wurde. Da sich die Synagoge in einem schlechten baulichen Zustand befand, wurde sie 1601 abgerissen und in der Nachbarschaft eine neue aus Stein errichtet. Nachfolgend erwarb die Jüdische Gemeinde zwischen Náchod und Altstadt den Platz „nad hamry“ (Eisenhammerwerk) als Begräbnisstätte. Bis dahin mussten die Toten auf den Prager Jüdischen Friedhof überführt werden. Als während des Dreißigjährigen Krieges die Juden einzelne verödete Häuser mit Zustimmung des Stadtrates außerhalb der Judengasse erwarben, verfügte der kaiserliche General Ottavio Piccolomini, der 1634 vom Kaiser Ferdinand III. die Herrschaft Náchod für seine Verdienste im Dreißigjährigen Krieg erhalten hatte, dass die Juden außerhalb ihrer Judengasse keine Häuser kaufen dürfen.
Am 1. Mai 1663 vernichtete ein Feuer fast die ganze Stadt. Da es im Haus des Juden Eliáš Březnický (Elias Presnitz) ausgebrochen sein soll, mussten die meisten Juden vorübergehend die Stadt verlassen. Herzogin Maria Benigna von Piccolomini, Witwe des Generals Piccolomini, verbot den Juden, neue Häuser zu bauen bzw. zu kaufen. Gegen diese strenge Entscheidung protestierte die Stadt Náchod, die ihre Zuständigkeiten eingeschränkt sah. Sie entschied, dass die Juden weiterhin sowohl Grundstücke als auch Häuser erwerben dürfen. Mit einem Schreiben vom 10. Oktober 1664, das von Michael Löwit(h) (Michal Lewit) Jakob Faischl (Jakub Faišl), Faltin Herschl (Heršl), Samuel Lazar, Moses Jakob (Mojžíš Jakub) unterzeichnet war, erbat die Jüdische Gemeinde u. a. die Genehmigung zum Bau von Häusern mit jeweils zwei Zimmern. Mit Vermittlung der Stadt erlaubte die Herzogin mit Schreiben vom 20. Oktober des Jahres den Bau von zehn Häusern mit jeweils nur einem Zimmer.
Im Vollzug der kaiserlichen Verfügung von 1727, wonach den Juden eigene Wohnbezirke zuzuweisen waren, forderte Ottavio Piccolomini, an den die Herrschaft Náchod 1742 übergegangen war, am 8. April 1744 die Stadt Náchod auf, die Trennung der Wohngebiete umgehend durchzuführen. Zur Realisierung kam es erst in den Jahren 1748–1750. Danach durften die Juden nur noch in der Jüdischen Gasse (Židovská ulice) wohnen. 1753 wurde der Bezirk mit einem geschlossenen Zaun und einem Tor versehen. Auf dem Platz vor der alten Synagoge wurden ein Gemeindehaus sowie ein Brunnen errichtet, der der Trinkwasserversorgung der jüdischen Bewohner diente. 1773 standen in der Jüdischen Gasse 23 Häuser. Diese mussten, zur Unterscheidung von den christlichen Häusern, mit Römischen Ziffern nummeriert werden. 1776 genehmigte der Náchoder Stadtrat den Bau einer neuen Synagoge, die innerhalb der Stadtmauern in der Nähe der Horská brána (Obertor) errichtet wurde. Für das Jahr 1793 sind 286 Juden in Náchod belegt, was einem Sechstel der Gesamtbevölkerung entsprach. Das war die höchste Anzahl innerhalb des Königgrätzer Kreises. Während der Herrschaft des Kaisers Joseph II. erlangten auch die Náchoder Juden größere Freiheiten in der Religionsausübung durch das Toleranzpatent.
Großen wirtschaftlichen Erfolg erreichten Náchod und seine nähere Umgebung im 19. Jahrhundert durch jüdische Textilunternehmen. Es waren u. a. die Firmen Mautner, Schur, Goldschmid, Oberländer, Pick, Doctor, Lederer & Stránský sowie Katzau. Vermutlich deshalb kam es in den 1890er Jahren zu antijüdischen Unruhen. Vorausgegangen war der antijüdische Aufsatz „Práva židů jindy a nyní“ (Die Rechte der Juden vormals und jetzt) in der Wochenschrift „Ratibor“ vom Oktober 1888, der vermutlich vom Nachoder Archiver Jan Karel Hraše verfasst worden war. Er warf der jüdischen Minderheit u. a. vor, dass die meisten von ihnen in der Öffentlichkeit deutsch sprechen würden und auch in der Schule der Jüdischen Gemeinde der Unterricht in deutscher Sprache abgehalten werde. Die Forderung wurde vom damaligen Gemeindevorsteher Jakub / Jakob Pick abgelehnt. Damals gehörten zur Jüdischen Gemeinde Náchod die umliegenden Ortschaften Böhmisch Skalitz, Braunau, Wekelsdorf und Eipel. 1890 bestand sie aus 630 Mitgliedern. Nachdem Anfang des 20. Jahrhunderts einige tschechische Juden zugewandert waren, kam es zu einer Belebung der Beziehungen zwischen den tschechischen und jüdischen Bewohnern, die sich nun zum Teil in der Öffentlichkeit tschechisch verständigten. Sie eröffneten 1904 das Lokal „Port Artur“, das ihnen als Begegnungsstätte diente.
Nach der Gründung der Tschechoslowakei 1918 wurde 1919 die deutsche jüdische Schule aufgelöst. Nachfolgend wirkten als Vorsteher der Jüdischen Gemeinde der Industrielle Gustav Schur, der Fabrikant Josef Lederer und der Kaufmann Richard Lewith. Die jüdischen Bewohner beteiligten sich nun zum großen Teil aktiv am politischen und gesellschaftlichen Leben der Stadt. Allerdings kam es zu Zwistigkeiten zwischen den Zionisten und den Befürwortern der Assimilation. 1922 begründete die Jüdische Gemeinde den Sportverein „Makabi“. Im Saal des von Moritz Jakob Oberländer 1906 gestifteten Armen- und Altersheims fanden Vorträge und andere Veranstaltungen der Jüdischen Gemeinde statt, u. a. 1930 aus Anlass des 85. Geburtstages des Präsidenten Tomáš Garrigue Masaryk. Nach dessen Tod 1937 fand in der Náchoder Synagoge eine Trauerfeier statt, die vom Rabbiner Kurzweil geleitet wurde. 1930 bestand die Jüdische Gemeinde aus 293 Mitgliedern.
Schon bald nach der Errichtung des Protektorats kam es zu Diskriminierungen und Isolierung der jüdischen Bürger. Ab Herbst 1940 mussten sie einen Ariernachweis vorlegen. Mit Ausnahme des Lokals „Port Artur“ war ihnen der Zutritt in Gasthäuser und andere öffentliche Einrichtungen verwehrt. Unter dem Regierungskommissar Hans Keil musste ab 1942 der gesamte Behördenschriftverkehr in Deutsch geführt werden. Am 14. Dezember 1942 wurden mehr als 220 jüdische Personen mit einem Sammeltransport in das KZ Theresienstadt transportiert, wo mehrere von ihnen den Tod fanden. Die restlichen wurden 1943–1944 in andere Konzentrationslager, vor allem nach KZ Auschwitz-Birkenau, verschleppt. Nur 15 von ihnen haben die KZ-Zeit überlebt. Sowohl der Alte als auch der 1925 angelegte Neue Jüdische Friedhof wurden 1943 devastiert. Die Grabsteine wurden verkauft bzw. als Pflastersteine im Straßenbau verwendet.
Nach dem Zweiten Weltkrieg wurde die Jüdische Gemeinde Náchod 1946 unter der Bezeichnung „Israelská náboženská obec Náchod“ von den wenigen Überlebenden wiederbegründet und Ende der 1960er-Jahre aufgelöst.

## Persönlichkeiten
Rabbiner (nicht vollständig)
- Tobia Horschitz[2]
- Mosche Blumenau (1780)
- 1845–18?? Jonas Julius Wiesner (* 1814 in Náchod; gest. 14. Mai 1889 in Kolín), Rabbiner und Verfasser von Schriften zum Judentum[3]
- Ascher Sulzbach-Rosenfeld[4]
- 1890–1892: Eduard Ezekiel Goitein; * 27. August 1864 in Högyész; † 1914 in Burgkunstadt[5], S. 225
- 1892–1898: Hirsch / Zvi Goitein; * 1863 in Högyész; † 29. August 1903 in Kopenhagen[6], S. 226.
- 1898–1902: Heinrich Brody[7], S. 206.
- 1906–1928: Gustav Sicher; emigrierte im Dezember 1939 nach Palästina; 1947 kehrte er nach Prag zurück und wurde Vorstand des tschechischen Landesrabbinats.[8]
- 1931–? Dr. C. Hugo Stránský[9]
- 1937– ? Dr. Kurzweil

Gemeindevorsteher und Vorstandsmitglieder (Auswahl)
- Isaak Mautner (1824–1901), Textilunternehmer
- Jakub (Jakob) Pick, Textilunternehmer
- Max Michael Goldschmid(t) (* 8. Oktober 1847 in Náchod; † 1911 in Náchod), Textilunternehmer, Vater des Hanuš Goldschmid
- Moritz Schur (1860–1933), Textilunternehmer
- Gustav Schur († 1935), Mitbesitzer der Nachoder Textilfirma Isák (Isaak) Schur, Gemeindevorsteher 1933–1935
- Hanuš Goldschmid (1891–1966), Gemeindevorsteher ab Oktober 1935; emigrierte 1939 nach Palästina.
- Hanuš Goldschmid, Gemeindevorsteher nach der Rückkehr aus Palästina 1947; emigrierte nach dem Februarumsturz 1948 nach Brasilien[10]
- Rudolf Beck (1900–1988), 1947 bis zur Auflösung Ende der 1960er Jahre Gemeindevorsteher[11]

Bedeutende Mitglieder (Auswahl)
- Zacharias Lazarus, ließ sich 1657 in Breslau nieder, wo er Pächter der Breslauer Münze wurde; begründete die neuzeitliche jüdische Gemeinde Breslau; das erste Gotteshaus befand sich in seinem Haus.[12]
- Adolf Neu (* 17. August 1877 in Klínec; † 17. Dezember 1942 zusammen mit seiner Frau Anna, geb. Traube im KZ Auschwitz), Kantor sowie Religions- und Deutschlehrer. Einer seiner Schüler war in den 1930er Jahren der spätere Nachoder Schriftsteller Josef Škvorecký, der u. a. in seinem Werk „Sedmiramenný svícen“ Adolf Neu liebevoll als „Lehrer Katz“ dargestellt.[13]
- Vítězslav (Sigi) Gross (* 12. Oktober 1909 in Boskowitz; † 15. November 1941 im KZ Mauthausen). Nach dem Besuch der Höheren Rabbinerschule wirkte er ab 1938 in Nachod als Oberkantor und Religionslehrer. Wurde am 31. August 1941 nach dem Brand der Nachoder Lagerhalle Welzel (požar Welzelova skladiště) auf Befehl der Gestapo grundlos verhaftet und als Geisel festgehalten. Am 9. September 1941 wurde er in das KZ Theresienstadt gebracht und von dort nach einigen Wochen in das KZ Mauthausen deportiert, wo er nach Folterungen am 15. November 1941 verstarb.[14][15]